# Observation du ciel
L'observation du ciel est une activité humaine ancienne consistant à observer les astres et les phénomènes célestes à l'œil nu ou à l'aide d'instruments optiques. Cette pratique a donné naissance à l'astronomie, qui consiste à étudier scientifiquement les astres.
Une première approche de cette discipline, abordée par le côté pratique en portant un regard vers la voûte céleste, dévoile la magnificence des objets célestes. Cette découverte commence par une simple observation à l'œil nu qui révèle les bases de cette pratique ainsi qu'une meilleure compréhension de l'espace et peut se prolonger, pour les plus passionnés, par l'utilisation d'instruments astronomiques parfois très puissants qui permettent d'étudier le ciel profond.

## L'observation à l'œil nu (ou avec une simple protection)

### Observation diurne

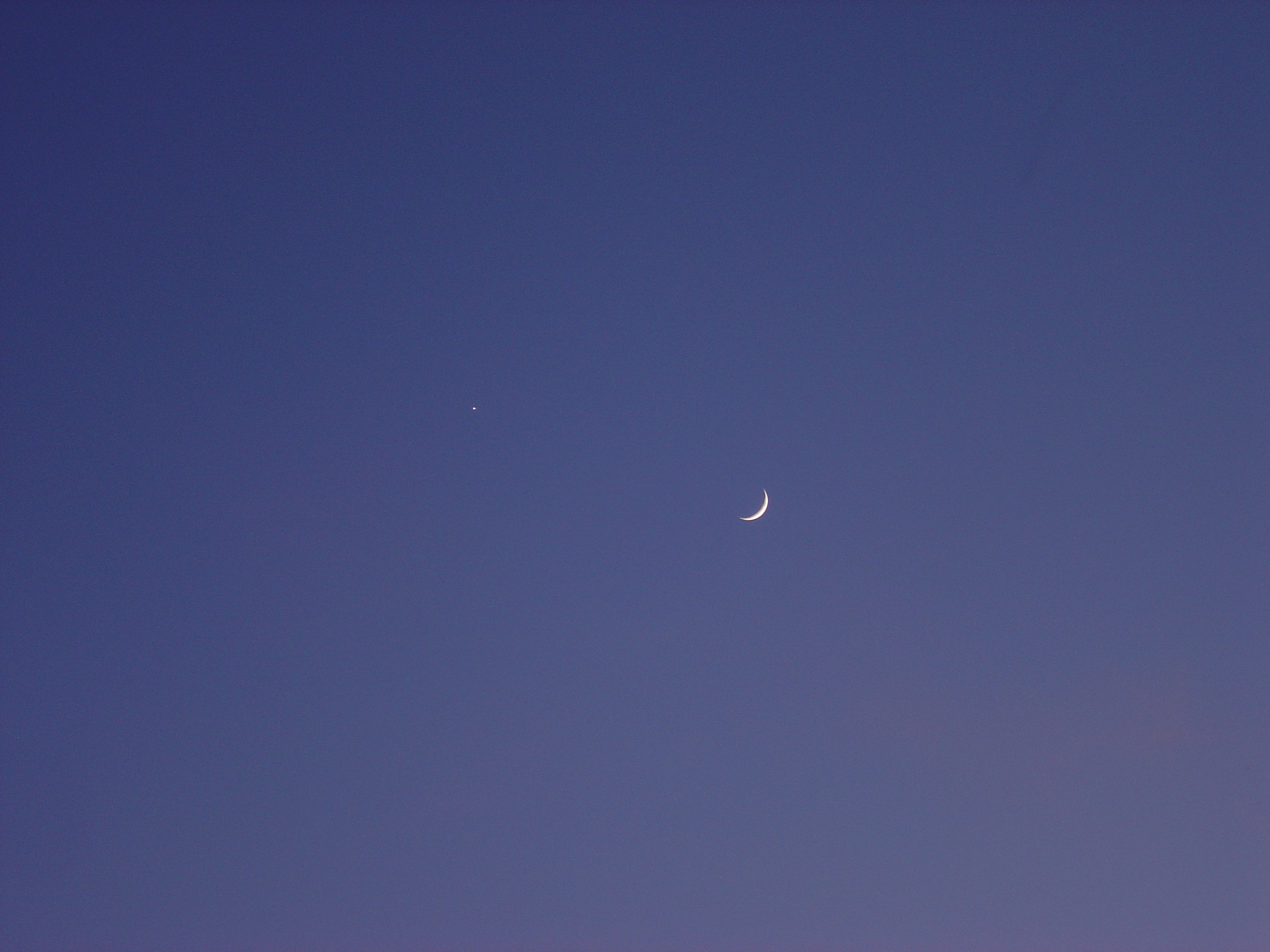
Fin croissant de Lune et Vénus pendant la journée.

La forte luminosité du Soleil sature le ciel et empêche l'observation aisée des astres de luminosité plus faible à l'exception de la Lune. Dans des conditions favorables, il est cependant possible d'observer des planètes et même des étoiles. Vénus est la plus brillante et la plus facile à observer de  préférence au lever ou au coucher du Soleil. D'autres planètes comme Jupiter ou même Saturne ou Mars sont également observables. Éventuellement, certaines étoiles comme Sirius, sans oublier certaines comètes et météores.
On préférera observer les objets lorsque leur élongation par rapport au Soleil est grande et éviter les astres trop près du Soleil, plus difficile à observer et également plus dangereux (il est prudent de se mettre à l'ombre du Soleil pour faire les observations).
La principale difficulté est de repérer ces astres sur un fond de ciel très lumineux et d'accommoder à l'infini ; une conjonction avec la Lune peut aider. L'utilisation de jumelles facilite grandement la tâche. L'observation du ciel la journée peut se préparer avec un logiciel de planétarium comme Stellarium. Elle peut néanmoins révéler quelques surprises.
Par contre, l'observation des étoiles en plein jour du bas des cheminées d'usine ou du fond des puits de mine semble relever de la légende urbaine.

#### Les éclipses
| Ceci ne peut avoir lieu qu'au moment de la nouvelle lune, soit sensiblement tous les 29,5 jours, quand celle-ci ne peut être observée la nuit et se trouve entre la Terre et le Soleil. Le plan de l'orbite de la Lune n'étant pas parallèle à celui de la Terre, les éclipses sont plutôt rares, notre satellite passant en général « au-dessus » ou « en dessous » du Soleil. Lors du phénomène, qui dure environ deux heures et demie, on peut voir le disque de la Lune obturer progressivement celui de notre étoile, souvent partiellement, parfois complètement comme en France le 11 août 1999, le hasard ayant voulu que vu depuis la Terre, le diamètre apparent de la Lune soit sensiblement égal à celui du Soleil. À noter cependant que la distance qui nous sépare de notre satellite (comme celle à notre étoile) n'est pas constante, entraînant différents types d'éclipse solaire : la taille apparente de la Lune peut être plus grande que celle du Soleil, sensiblement identique permettant ainsi l'observation (à l'aide d'instruments) des protubérances solaires, ou plus petite, l'éclipse étant dans ce cas dite annulaire. Ces variations sont dues à la trajectoire elliptique de la Lune autour de la Terre et dans une moindre mesure à celle de la Terre autour du Soleil. L'ombre de la Lune formant un cône derrière celle-ci, la superficie du disque (projection de l'ombre sur la Terre) depuis lequel est visible une éclipse solaire totale est relativement petite, au maximum de l'ordre de quelques centaines de kilomètres lorsque la Lune est à son périgée, ce disque parcourant une bande suivant la rotation de la Terre. Ceci explique qu'une éclipse peut avoir lieu en Afrique du Sud et être totalement invisible en Europe. Dans la zone d'éclipse totale, il est possible de voir les étoiles les plus brillantes en plein jour, et surtout Mercure, ordinairement difficile à observer car toujours très proche du soleil. |

#### Le Soleil
- Ne jamais tenter d'observer le Soleil directement.
- Ne jamais orienter vers le Soleil, un instrument d'observation sans qu'il ne soit équipé d'une protection absolument nécessaire.
- Conseils pour l'observation du Soleil

Des précautions doivent impérativement être prises pour éviter toute brulure aux yeux. Les lunettes de soleil, ainsi que les masques de soudeur inférieur au grade 14 sont à proscrire. L'utilisation d'un filtre est indispensable pour l'observation du Soleil car procurant une protection des yeux. Disponible chez les opticiens et fortement recommandé, on trouve des lunettes souples à base de feuilles de Mylar et des modèles en verre, à préférer car de meilleure qualité optique et moins sujets aux rayures.

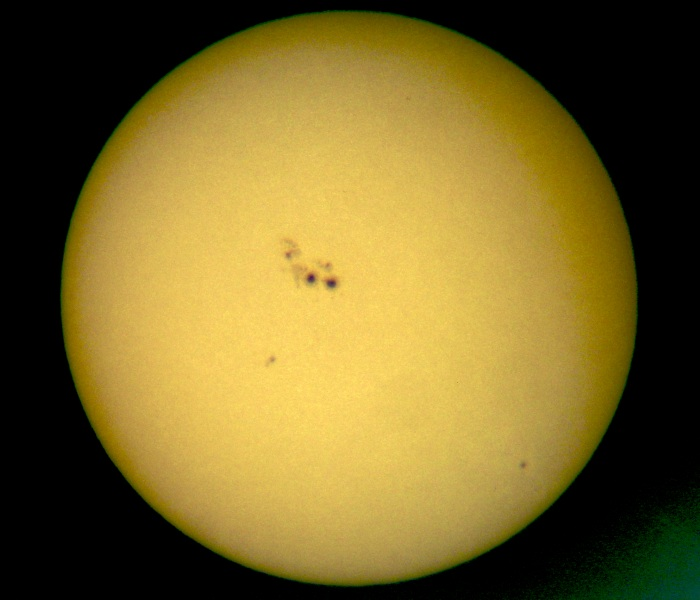
Taches solaires

- Les taches solaires

Elles sont plus délicates à observer car nécessitent une bonne vision et doivent avoir une taille importante afin d'être visibles à l'œil nu. Elles sont la base des protubérances solaires sur la surface de l'étoile et sont le signe de l'activité de l'astre qui varie cycliquement sur plusieurs années. Ce n'est en général qu'au plus fort de son activité qu'il est possible de les observer sans instrument et se présentent sous la forme de taches sombres sur le disque. Une observation d'un jour sur l'autre permet de noter leur déplacement (et parfois leur évolution) dû à la rotation propre du Soleil et à celle de la Terre autour de celui-ci.

#### Phénomènes atmosphériques
D'autres observations intéressantes en relation avec le Soleil peuvent être faites, non directement astronomiques car mettant en œuvre des conditions atmosphériques particulières et ne nécessitant pas de protections pour les yeux.
- L'arc-en-ciel

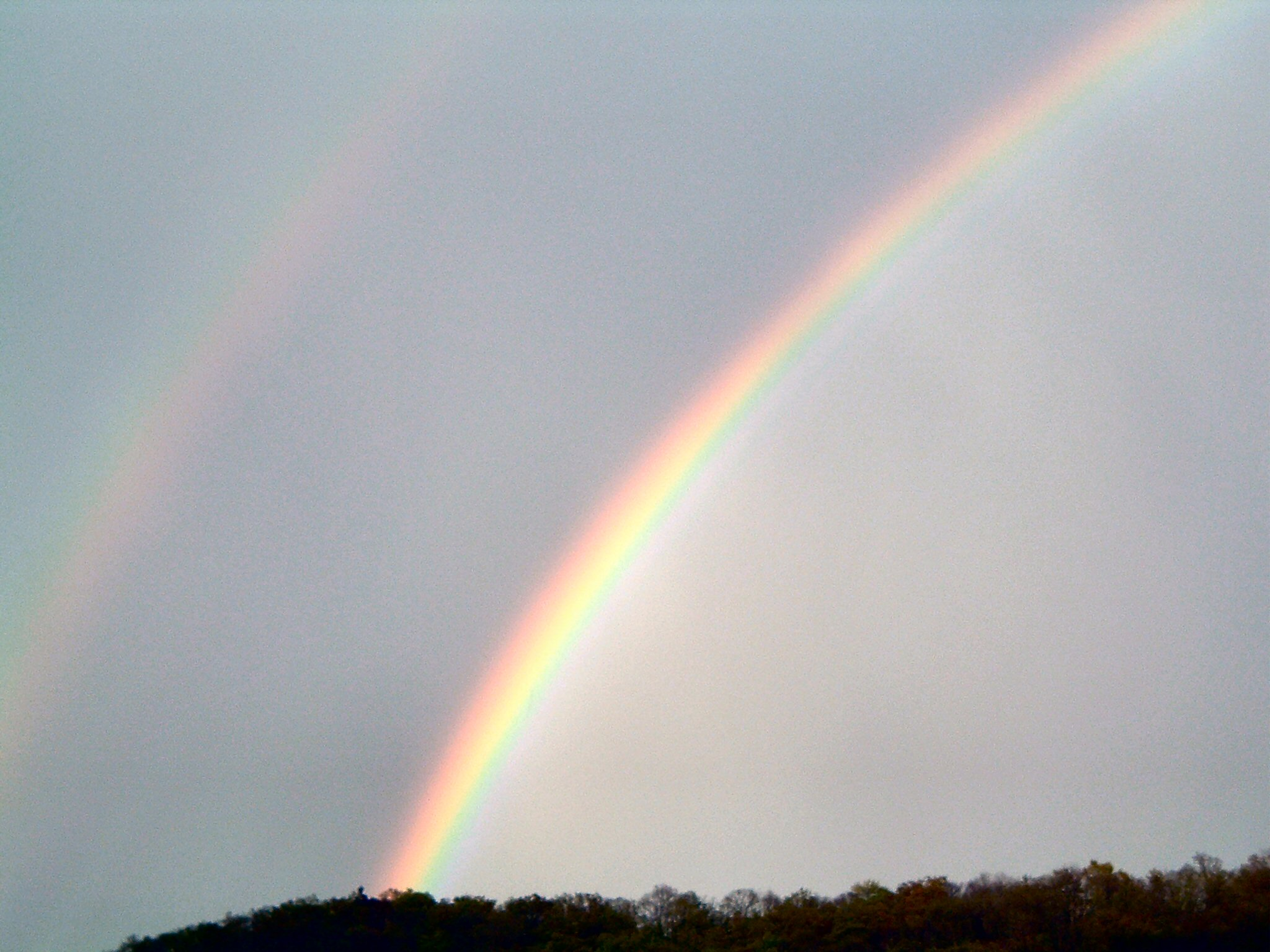
Arcs-en-ciel lors d'un orage

Visible lors d'averses avec un ciel partiellement dégagé dans la direction du Soleil, c'est un arc de cercle de lumière décomposée sur toute l'étendue du spectre visible « posé » sur l'horizon dans la direction opposée au Soleil et provoqué par la réfraction des rayons solaires au travers des gouttes de pluie. Dans de bonnes conditions, un deuxième arc moins lumineux, plus étalé aux couleurs inversées, peut être observé au-dessus du premier, l'espace entre les deux étant légèrement plus sombre que le reste du ciel, c'est la bande sombre d'Alexandre. Dans des conditions exceptionnelles, un troisième arc aux couleurs inversées par rapport au second est visible au voisinage de celui-ci. Sauf cas exceptionnel, ces deux arcs supplémentaires ne sont pas complets, mais sont visibles uniquement par endroits, le plus souvent avec un fond de ciel plutôt sombre. Dans des conditions encore plus exceptionnelles, une quatrième voire un cinquième arc sont visibles, mais dans la direction (et non à l'opposé) du Soleil, ce qui rend leur observation particulièrement délicate.
- Le halo solaire

Phénomène qui peut être vu principalement en hiver et en altitude, il se présente sous la forme d'un grand cercle lumineux, peu étendu dans sa largeur et centré sur le Soleil. Il se forme par la réfraction des rayons solaires à travers une couche fine et uniforme de nuages de haute altitude, les cirrostratus.
- Les parhélies

Provoqués de la même façon que le halo mais par d'autres nuages et plus fréquents, ce sont deux taches lumineuses aux couleurs souvent décomposées comme dans l'arc-en-ciel et situées de part et d'autre du Soleil à une distance semblable au bord du cercle du halo et pouvant s'associer à celui-ci.

#### La courbe en huit ouanalemme
Il s'agit de la variation de la position du Soleil dans le ciel à heure fixe au cours d'une année. À midi sur le méridien de Greenwich le Soleil devrait apparaître toujours plein sud (ou plein nord dans l'hémisphère sud). Or ce n'est pas le cas à cause de deux phénomènes, l'un lié à l'excentricité de la rotation de la Terre autour du Soleil, et l'autre lié à l'inclinaison de son axe. Le cumul des deux sinusoïdes forme une courbe périodique annuelle appelée équation du temps. En relevant sur un cadran solaire chaque jour de l'année l'ombre du soleil à la même heure on peut dessiner un huit déformé appelé analemme. On peut aussi à l'aide d'un éphéméride calculer l'heure chaque jour de la position zénithale du soleil en faisant la moyenne des heures de lever et de coucher du soleil. La différence maximale est d'une demi-heure entre le jour où le soleil est le plus en avance et le jour où il est le plus en retard. Ce phénomène est visible de partout dans le monde de manière invariable.

### Observation nocturne
Si vous avez une bonne vue, n'hésitez pas à vous lancer à la conquête du ciel. En effet, il est possible de distinguer sur la sphère céleste, par une nuit limpide et sans lune, environ 3 000 étoiles. Surtout pas de lumière forte ou éblouissante, seulement une lampe teintée rouge, sinon, il faut de nouveau attendre un moment avant de voir toutes les étoiles, généralement plus de 15 minutes. Pour faire une observation inoubliable, il faut que vous soyez au moins à 30 km d'une grande ville et à la montagne, car la pollution lumineuse est moindre et l'air est plus pur, pour observer la voie lactée. Pour scruter les cratères de la lune, des jumelles suffisent largement. Avec une lunette astronomique ou un télescope de nombreux détails sont visibles.
Au fil des heures, la voûte céleste tourne d'est en ouest autour d'un axe qui pointe en direction de l'étoile polaire. C'est précisément parce que la Terre tourne dans le sens inverse, d'ouest en est, autour de son axe dirigé vers l'étoile polaire.
Avant de sortir, il est important d'être un minimum préparé : Regarder les prévisions météo (couverture nuageuse, température ...), se renseigner sur les observations à faire (éphémérides) et équipé : Vêtements chauds, téléphone chargé , matériel d'observation (jumelles, télescope).

#### La Lune

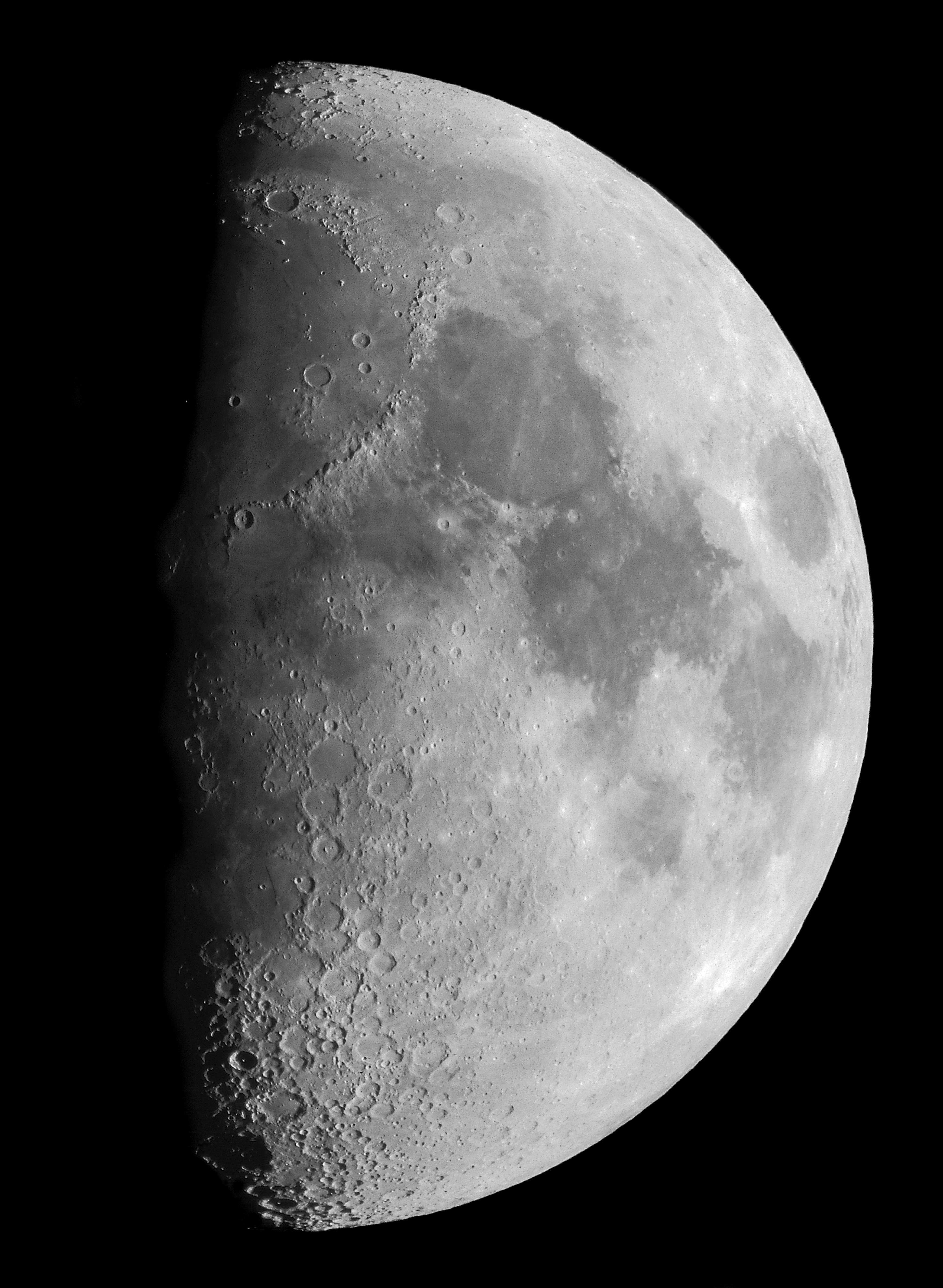
Lune croissante

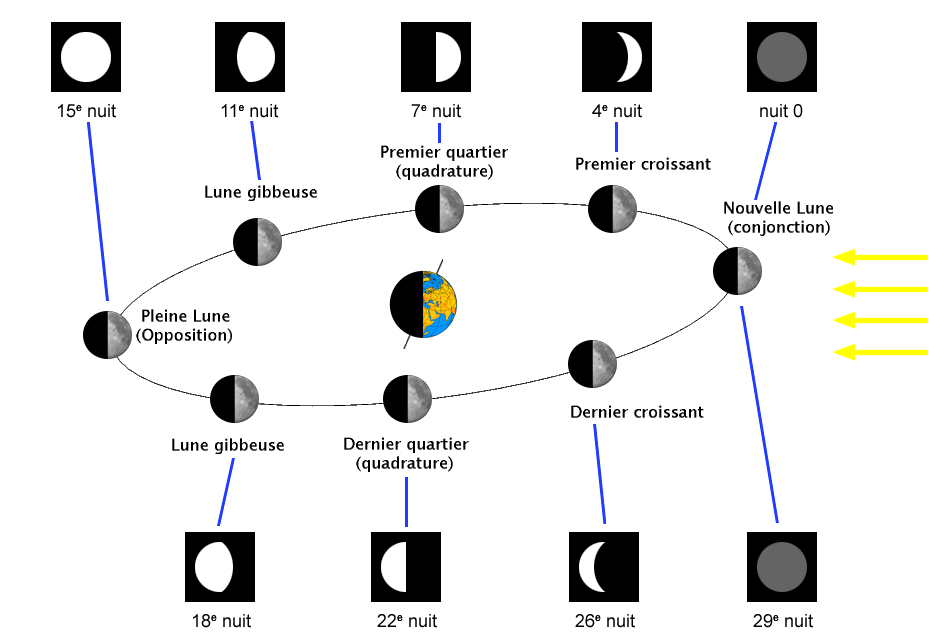
Orbite de la Lune et phases vues depuis la Terre.

Astre que l'on appelle parfois "l'astre roi de la nuit", la Lune offre un spectacle accessible à tous les amateurs d'astronomie. Son observation à l'œil nu permet déjà une approche du seul satellite naturel de la Terre et de mieux comprendre les changements qui affectent son image. La Lune nous présente toujours la même face. C'est la face visible. L'autre moitié est la face cachée de la Lune. La Lune fait donc un tour sur elle-même dans le même temps qu'elle fait un tour autour de la Terre. Le premier mouvement étant uniforme mais le second s'effectuant à une vitesse légèrement variable, il se produit un léger balancement autour d'une position moyenne : on appelle ce mouvement la libration en longitude. La loi des aires de Kepler explique cette variation de vitesse dans la trajectoire elliptique des planètes. Il existe aussi une libration en latitude due à l'inclinaison de l'axe de rotation de la Lune. Grâce à ces légers déplacements on peut apercevoir depuis la Terre un peu plus de la moitié de la surface du satellite environ 59 %.
- Les phases

Elles s'expliquent par la position de la Lune, de la Terre et du Soleil dans l'espace. Dans l'hémisphère nord pour savoir si la Lune est croissante ou descendante une astuce mnémotechnique consiste à identifier si le croissant forme un "C" ou un "D". Si c'est un "C" la Lune est décroissante. Si c'est un "D" la Lune est croissante. C'est l'inverse de la première lettre. On peut aussi retenir que la ligne de partage entre l'ombre et la lumière progresse toujours de droite à gauche si on se tourne vers le sud. Cette règle naturellement s'inverse dans l'hémisphère sud (de gauche à droite) si on regarde la Lune vers le nord.

La durée de la lunaison pour revenir à la même phase est d'un peu plus de 29 jours. C'est la révolution synodique de la Lune. La révolution réelle se nomme la révolution sidérale. Elle est d'un peu plus de 27 jours. C'est le temps que la Lune met pour revenir dans la même direction par rapport aux étoiles. La différence entre les deux s'explique par la rotation de la Terre autour du Soleil qui fait que pour retrouver l'alignement Terre Lune Soleil de la nouvelle lune il faut attendre encore deux jours de plus. En effet au bout d'une lunaison le Soleil a changé de position par rapport aux étoiles du ciel. Il s'est déplacé d'environ 29° plus à l'est. De même nous voyons la Lune se déplacer d'ouest en est dans le ciel d'un jour à l'autre à la même heure de 13° environ.
Son éclat provenant de la seule réflexion des rayons solaires sur sa surface, la Lune présentera l'aspect d'un fin croissant visible au crépuscule ou à l'aube quand elle se situera entre la Terre et le Soleil, un demi-disque visible durant la moitié de la nuit quand elle sera dans la direction perpendiculaire au Soleil et enfin un disque complet présent toute la nuit quand elle sera à l'opposé de notre étoile par rapport à la Terre. Le spectacle d'un fin croissant de lune sur un ciel bleu sombre, entre chien et loup, vaut la peine de s'attarder à sa contemplation.
Un jeu de trajectoires de rayons lumineux retient aussi l'attention : dans sa première phase montante ou sa dernière phase descendante, quand elle n'est qu'un croissant, on peut remarquer que son côté sombre, à l'ombre, présente une faible lueur sur toute sa surface permettant de distinguer la forme du disque complet (visible sur l'image plus bas). Ceci est dû aux rayons solaires, réfléchis une première fois par la Terre vers le satellite, puis une seconde fois par celui-ci vers nous. Ce long trajet fait qu'une faible quantité de lumière nous parvient, mais suffisante pour la distinguer.

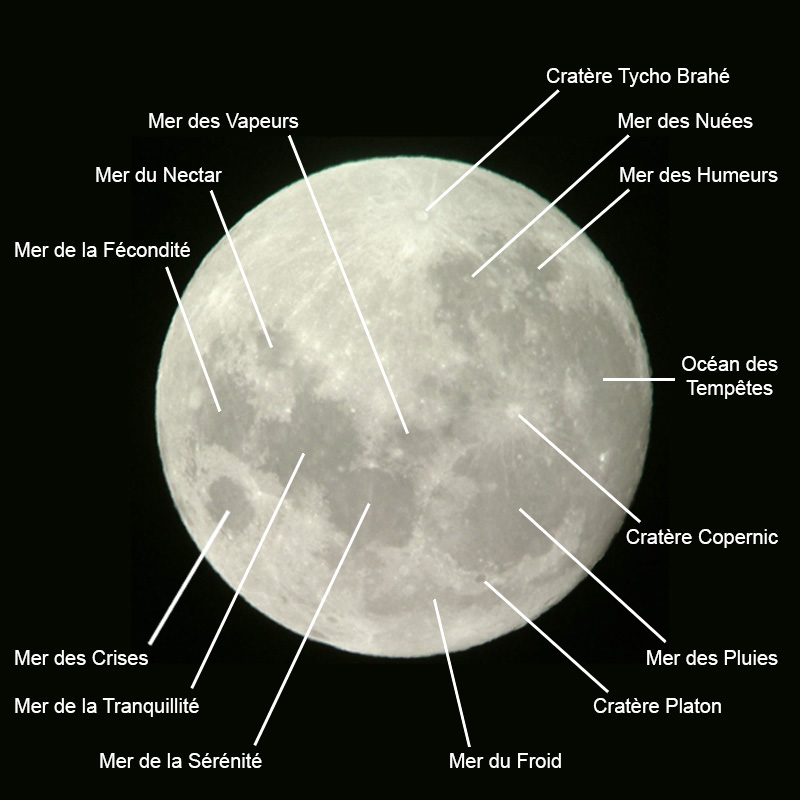
Carte des mers et des principaux cratères lunaires.

- Les mers

Ce sont les taches sombres sur la surface de l'astre, traces d'impacts de météorites gigantesques qui ont eu lieu il y a des milliards d'années. Elles représentent le fond basaltique d'immenses cratères. De composition différente et plus sombre que le reste de la surface, cette roche, de par son étendue, donne l'impression depuis la Terre de voir des mers sur la surface du satellite, ce qui a donné leur nom à ces taches. Des cartes de la Lune disponibles dans le commerce permettent de les nommer.

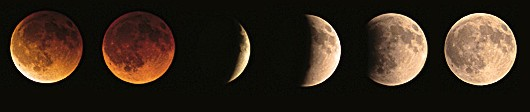
Phases d'une éclipse lunaire.

- Les éclipses

Suivant le même principe que les éclipses solaires, les éclipses lunaires n'ont cependant lieu que de nuit lorsque la Lune est pleine et que la Terre est placée entre celle-ci et le Soleil. Le diamètre de l'ombre de notre planète étant bien plus grand que celui de notre satellite, celles-ci ont lieu plus fréquemment et ont le même aspect quelle que soit la position de l'observateur sur la Terre. Au moment de la phase totale, la Lune reste visible et a une couleur orangée qui est due aux rayons solaires déviés et teintés par l'atmosphère terrestre. En effet quand le Soleil est à ras l'horizon sa lumière a le temps de se décharger par diffusion d'une grande partie de ses rayonnements bleus en parcourant une longue distance dans l'atmosphère, ce qui explique la couleur rouge orangé du ciel au dessus de l'horizon par temps clair à l'aube et au crépuscule. Cette couleur rouge orangée de la fine couche atmosphérique terrestre est visible aussi de la Lune quand la Terre cache le Soleil. Ce n'est que pendant cette période que, vue de la Terre, la lumière forte du Soleil reflétée par la Lune disparaît, ce qui permet de voir cette réflexion de la lumière rouge orangée.

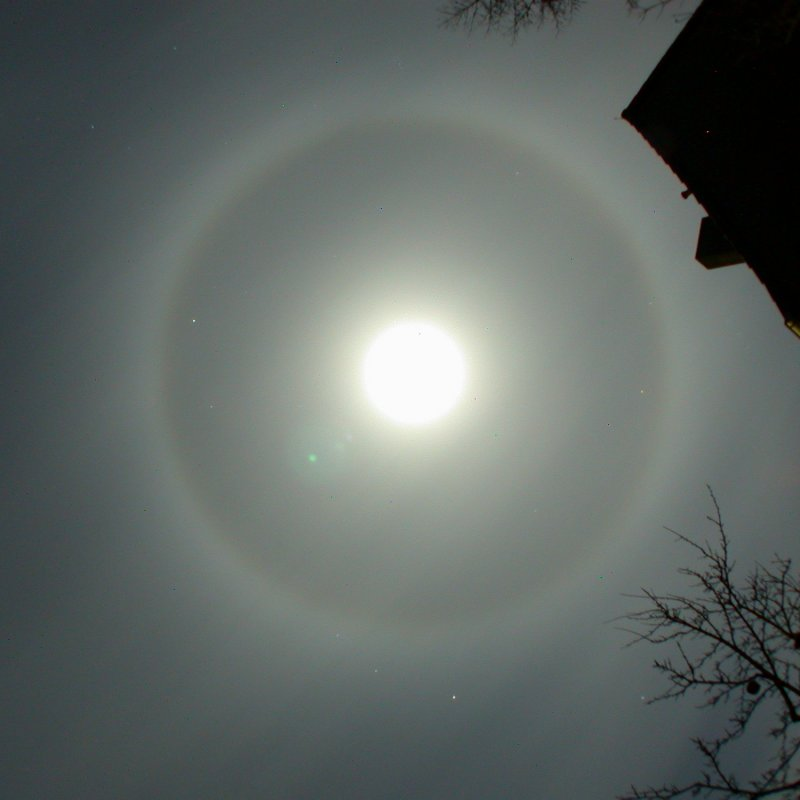
Halo lunaire.

- Le halo lunaire

Provoqué par le même phénomène météorologique que pour le halo solaire, celui-ci se présente cependant sous l'aspect d'un disque lumineux au bord diffus plus éclatant et d'un diamètre plus réduit que son équivalent diurne.

#### Les planètes
Au fil des nuits, un observateur remarquera des astres bouger plus vite que les autres : il s'agit de planètes. Pour distinguer une planète d'une étoile, il faut savoir que les étoiles scintillent et les planètes peu, en raison de la distance bien plus importante qui nous sépare des premières. En effet, leur relative proximité leur permet d'avoir un diamètre apparent bien supérieur à celui des étoiles, et donc « d'échapper » aux turbulences atmosphériques. Une fois que vous avez trouvé une planète, il n'est pas inintéressant de savoir de laquelle il s'agit et ceci est, même à l'œil nu, aisément réalisable. En effet, toutes les planètes visibles ont des caractéristiques bien à elles :
- Mercure n'est presque jamais visible puisqu'elle se situe toujours très près du Soleil.

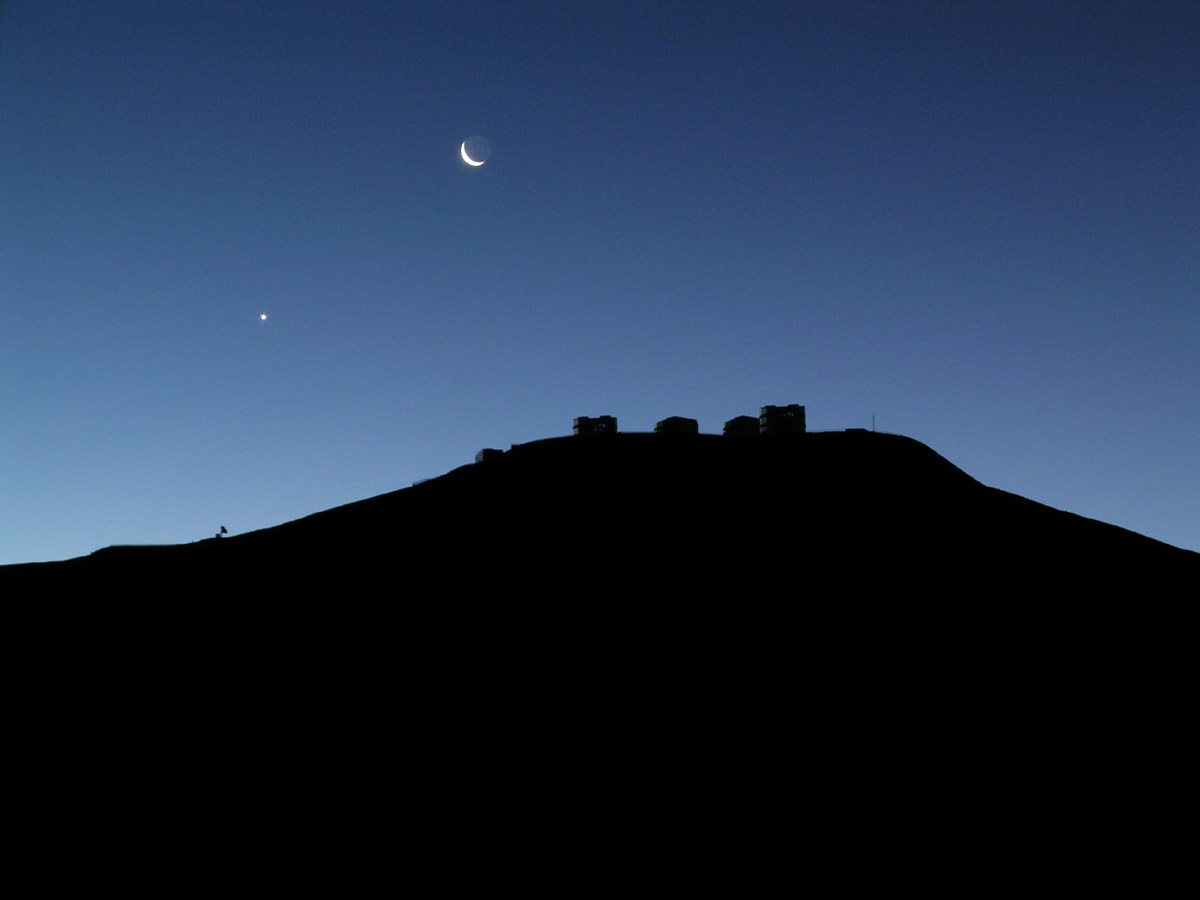
Croissant de Lune et Vénus.

- Vénus, aussi appelée « l'étoile du Berger », d'aspect blanc, est la planète la plus brillante de toutes et est visible au crépuscule ou à l'aube car, comme Mercure, il s'agit d'une planète intérieure (dont l'orbite est comprise entre le Soleil et la Terre) et suit le Soleil dans sa course (son élongation maximale est de 47°). Son éclat (son niveau lumineux, qu'on appelle magnitude) varie en fonction de ses phases (comme pour la Lune) ainsi que de sa distance par rapport à la Terre.
- Mars n'est pas exceptionnellement brillante mais se reconnait par son éclat rougeâtre. Un observateur assidu (sur une période de plusieurs semaines) remarquera facilement que celle-ci fait parfois demi-tour (elle rétrograde) : ceci s'explique par le mouvement de la Terre et de Mars et est un phénomène qui, pour ce corps, a lieu approximativement tous les deux ans et dure dans sa totalité environ deux mois. Il affecte toutes les planètes extérieures.
- Jupiter, d'un éclat jaunâtre, bien que pouvant être confondue avec Vénus, peut se reconnaitre instantanément : en effet si l'on observe l'équivalent de Vénus au milieu de la nuit, c'est Jupiter.
- Saturne est beaucoup moins brillante que Jupiter. Son éclat est souvent assez proche de celui de Mars mais s'en distingue par une couleur plutôt jaune et non rouge.

Outre les planètes, il y a bien d'autres curiosités célestes:

#### La Voie lactée
Installez-vous une nuit dans un lieu reculé loin des grandes villes afin que vos yeux s'habituent à l'obscurité et attendez, allongé, observant la voûte céleste. C'est un des plus grands spectacles du firmament que de scruter les myriades d'étoiles qui le constituent. En été vous verrez une gigantesque barre laiteuse et irrégulière traversant la voûte, aspect qui lui a valu son nom depuis l'antiquité grecque : la Voie lactée. Elle est constituée d'un regroupement plus dense d'étoiles par rapport au reste du ciel et représente la tranche de notre Galaxie vue depuis l'intérieur.

#### Les étoiles
On ne voit à l'œil nu qu'une infime partie des centaines de milliards d'étoiles de notre galaxie, celles qui sont dans le voisinage très proche. Sur ces milliers d'étoiles seules quelques dizaines, les plus brillantes, portent un nom connu et sont facilement repérables grâce aux constellations. Par exemple le grand triangle de l'été avec les constellations de la Lyre, du Cygne et de l'Aigle permet d'identifier trois étoiles brillantes, Vega, Deneb et Altaïr. De même on peut reconnaître l'étoile la plus brillante du ciel, Sirius, dans la constellation du Grand Chien, Procyon dans le Petit Chien, Arcturus du Bouvier, Aldebaran, l'oeil du Taureau, Bételgeuse et Rigel dans Orion, Capella dans le Cocher, Castor et Pollux des Gémeaux, Régulus dans le Lion, Antarès dans le Scorpion, Spica de la Vierge, Canopus dans le Navire, la deuxième étoile la plus brillante, Alpha du Centaure, l'étoile la plus proche du Soleil, Hadar ou Bêta du Centaure, Achernar de l'Eridan, Fomalhaut du Poisson austral,  Alpha ou  Acrux et Bêta ou Mimosa de la Croix du Sud, etc. 
Beaucoup d'étoiles sont des systèmes doubles ou multiples. Par exemple Alpha du Centaure est un système double plus une petite étoile Proxima qui est la plus proche du Soleil. De même Alpha de la Croix du Sud est un système multiple. Des dizaines de milliers d'étoiles doubles ou multiples ont été dévoilées.

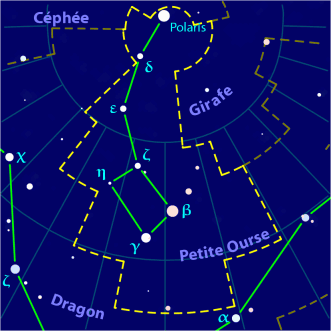
Une constellation : la Petite Ourse.

#### Les constellations
Ce ne sont pas des objets célestes à proprement parler puisqu'elles constituent un regroupement arbitraire d'étoiles pour former une figure, en général animale ou mythologique, et ceci depuis l'antiquité grecque pour l'hémisphère nord. Des cartes disponibles dans le commerce donnent, en fonction du jour de l'année et de l'heure d'observation, un aperçu complet et orienté des constellations visibles à ce moment. L'initiation à l'astronomie passe aussi par cette étape et permet par la suite de s'orienter aisément au milieu de toutes ces étoiles et de repérer rapidement le Nord céleste (l'étoile polaire), la galaxie d'Andromède ou encore l'étoile la plus lumineuse du ciel (Sirius du Grand Chien) par exemple.

#### Les autres objets célestes
- Les étoiles filantes

En prolongeant votre observation vous remarquerez des points lumineux suivis d'une trainée traversant rapidement le ciel : les étoiles filantes. Ce sont des météorites qui ne pèsent souvent pas plus d'un gramme mais qui s'enflamment en s'échauffant par frottement lors de leur pénétration dans l'atmosphère terrestre plus dense. On peut en voir plusieurs dizaines en une nuit. Certaines nuits sont particulièrement favorables à leur observation car la Terre, dans son orbite, traverse régulièrement des nuages de météorites bien connus des astronomes (voir l'article étoile filante pour les dates).
- Les comètes

D'autres phénomènes sont accessibles à l'œil nu, comme les comètes, intéressantes et parfois magnifiques comme la comète de Halley en 1910 ou la comète McNaught en 2006 dans l'hémisphère sud. La comète Hale-Bopp en 1997 était moins brillante mais visible pendant une très longue période. On ne voit bien sûr pas l'astre en lui-même qui est trop petit mais la chevelure immense composée de gaz et de poussières. En effet à proximité du Soleil la chaleur fait sublimer une partie de la glace contenue dans la comète et le vent solaire pousse ce nuage qui peut s'étaler jusqu'à plusieurs dizaines de millions de kilomètres.
Il y a aussi divers objets (galaxies, amas ouverts et nébuleuses) visibles mais à ce niveau, uniquement sous l'aspect de taches laiteuses sauf pour les Pléiades dans la constellation du Taureau où l'on distingue les différentes étoiles. La galaxie d'Andromède, la galaxie la plus proche de la Voie lactée, est discernable à l'œil nu si les conditions sont bonnes.

#### Conseils pour l'observation nocturne
Excepté pour l'observation de la Lune qui s'accommode de pratiquement n'importe quelle condition, le premier conseil est de se placer en un lieu éloigné de toute source importante de lumière pour observer tous ces phénomènes : éviter la ville où les lampadaires sont très pénalisants et dont la pollution crée un voile opaque sur lequel se reflètent les lumières. Pour apprécier davantage la nuit, s'éloigner des grandes agglomérations afin d'obtenir le ciel le plus sombre possible. Pour la même raison, éviter les nuits de lune, surtout quand elle est pratiquement pleine car sa clarté intense préjudicie fortement l'observation. L'œil nécessitant un temps d'adaptation à l'obscurité (environ 15 à 30 minutes) pour développer ses pleines capacités dans ces conditions, un rayon lumineux intense (phare de voiture, lampe de poche, etc.) « détruit » cette accoutumance et réduit fortement ses capacités, même la source une fois éteinte et ceci, à nouveau durant une quinzaine de minutes. À cette fin, placer un ruban adhésif opaque de préférence rouge sur la lampe de poche qui ne donnera alors que la quantité de lumière strictement nécessaire pour permettre de lire une carte du ciel par exemple.
Observer le ciel demande de l'espace et pour cela il est recommandé de choisir un lieu dégagé donnant le champ de vision le plus large possible. Un endroit avec ces caractéristiques en montagne est donc pratiquement ce qu'il y a de mieux car présentant aussi l'avantage d'avoir un air plus pur.
Enfin, pour le confort, les nuits en campagne pouvant être humides, donc fraîches, des habits chauds sont les bienvenus ainsi que des chaises de camping pliables garantissant une bonne position prolongée sans fatigue.

## L'observation aux jumelles

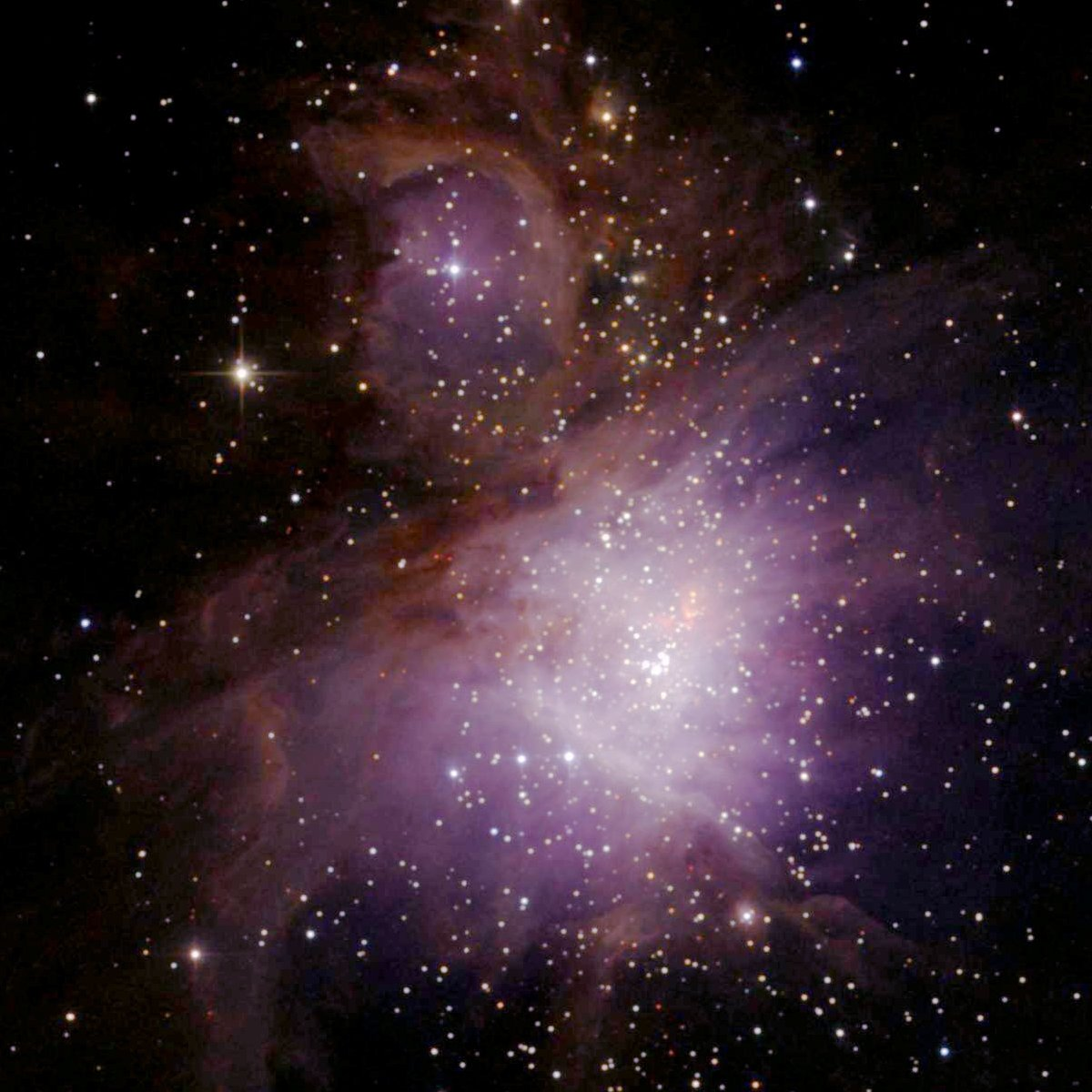
M 42 et M 43 : la nébuleuse d'Orion.

Les jumelles sont très utiles lorsque l'on souhaite observer des objets suffisamment lumineux mais très étendus. Leur faible grossissement permet en effet de scruter un large champ du ciel tout en collectant plus de lumière qu'à l'œil nu. Elles fournissent par ailleurs des images plus lumineuses qu'une petite lunette astronomique de 50 mm.
Grâce à elles il est possible de discerner la forme des cratères lunaires. Mais surtout, et malgré la distance qui nous sépare de la Lune, on peut observer le relief de ces cratères le long du terminateur, la ligne de séparation entre la partie éclairée et la partie obscure de la Lune. L'impression de relief est restituée par les jeux d'ombre et de lumière dans cette zone de la Lune où la lumière du Soleil est rasante. Ce spectacle, par sa facilité d'accès, constitue une bonne introduction à l'observation des astres.
Les jumelles trouvent tout leur intérêt dans l'observation des nébuleuses étendues et d'objet diffus comme les nébuleuses, et occasionnellement les passages de comètes. La raison tient à leur nature même : les jumelles grossissent peu les images et gagnent en luminosité. Un objet étendu apparait alors dans son ensemble (ce qui peut ne pas être le cas avec une lunette ou un télescope) et avec une clarté et des contrastes bien plus élevés qu'à l'œil nu. La nébuleuse d'Orion est sans doute une des plus lumineuses et une des plus faciles à repérer. Elle est située dans la constellation d'Orion, une constellation visible en hiver, assez grande et très facilement identifiable avec sa forme en rectangle et les trois étoiles formant le baudrier d'Orion. On peut également observer l'amas des Pléiades, un amas stellaire ouvert composé d'une quinzaine d'étoiles et que l'on trouve en prolongeant la ceinture d'Orion, les Pléiades se trouvant à proximité de cet axe.
Également en hiver (ou l'été, tard dans la nuit) un autre spectacle saisissant par son étendue, et le voyage qu'elle offre au-delà de la Voie lactée, est l'observation de la galaxie d'Andromède. Le plus difficile ici est le repérage qui nécessite de savoir identifier les principales constellations (voir Repérage des constellations). On retiendra simplement que la constellation d'Andromède est située sous Cassiopée par rapport à l'étoile polaire. En fixant l'étoile bêta d'Andromède aux jumelles, on remonte très légèrement vers Cassiopée et on tombe sur une première petite étoile, puis on remonte encore très légèrement et on voit un astre aux contours mal définis, c'est le cœur de la galaxie d'Andromède. Si les conditions d'observations sont bonnes, vous voyez apparaître un ovale très diffus qui sont les bras de la galaxie. L'astre que vous voyez alors est situé à 2,5 millions d'années-lumière. C'est l'astre le plus lointain que l'on peut observer avec des jumelles.
Avec de l'expérience, pourvu que les jumelles soient bien stabilisées et avec des conditions atmosphériques idéales, les observateurs dotés d'une très bonne vision pourront discerner les quatre satellites galiléens de Jupiter, même avec de simples 8 x 35. On peut observer l'évolution de leurs positions d'un jour à l'autre.

### Choix des jumelles
Leurs caractéristiques sont déterminées par deux nombres : le premier indique le grossissement, le second le diamètre de l'ouverture à l'avant. Si un rapport de grossissement élevé a une importance secondaire, une grande ouverture est en revanche recommandée car elles collecteront plus de lumière et révèleront d'autant mieux les objets faibles. Ainsi, plutôt que de prendre des 8x35, il est plus judicieux de porter son choix sur des 7 x 50.

### Conseils durant l'observation
Les recommandations citées plus haut pour l'observation nocturne restant valables, s'y ajoutent celles spécifiques à cet instrument. Il est vivement recommandé de les caler sur un trépied (de type photographique par exemple) de façon à les stabiliser, rendre l'observation confortable et ne pas perdre du champ l'objet qu'il aura parfois fallu longtemps chercher. Certains modèles de jumelles sont même équipés d'une fixation, mais du ruban adhésif fait parfaitement l'affaire. Régler les jumelles de façon à obtenir l'image la plus nette possible (si vous portez des lunettes retirez-les, votre défaut sera le plus souvent corrigé lors du réglage).

Recommandation importante : Ne jamais se risquer à regarder le soleil avec des jumelles sans avoir de protection spéciale. En effet, aucun filtre spécifique n'est prévu pour cet instrument et son observation directe, avec le pouvoir de concentration des rayons lumineux, brûlerait irrémédiablement l'œil. Un exemple similaire est l'expérience de la loupe sur une feuille de papier ou un morceau de bois.

## L'observation à la lunette astronomique
Une lunette astronomique est un instrument dont l'objectif est constitué d'une ou plusieurs lentilles et qui focalise les rayons lumineux vers un point appelé foyer. Le rôle de l'oculaire situé après le foyer est de former l'image afin qu'elle soit visible pour l'œil ainsi que de grossir celle-ci. Une bonne lunette astronomique est un instrument que l'on garde toute sa vie, même après l'acquisition d'un plus grand télescope.
La lunette, de par son ouverture réduite (donc peu lumineuse), est particulièrement adaptée à l'observation de la Lune et des planètes. Un modèle de 60 mm de diamètre permet d'observer de nombreux détails sur celles-ci. Bien que la clarté d'une petite lunette soit inférieure à celle de bonnes jumelles, elle permet d'atteindre la limite de résolution de l'objectif avec un grossissement suffisant et donc d'observer les détails avec un meilleur confort visuel.
Jupiter est un astre dont l'étude est incontournable pour le débutant équipé d'une lunette. Son observation laisse clairement voir les quatre compagnons principaux de la planète que sont les satellites galiléens ainsi que quelques détails à la surface de la planète. Elle montre combien l'observation astronomique est une école de patience. Les personnes qui s'attendent à du grand spectacle devront, pour ne pas être déçus, se tourner vers un télescope plus puissant mais dont l'utilisation nécessite de maitriser les bases de l'astronomie. Ceux qui n'attendent rien d'autre que de satisfaire une curiosité sans fin seront comblés par cet univers dont les détails les plus fins ont abouti aux plus grandes découvertes. C'est avec une lunette bien moins performante que toutes celles vendues de nos jours dans le commerce que Galilée découvrit les lunes de Jupiter et qu'il en acquît la conviction que Copernic avait raison : la Terre tourne.

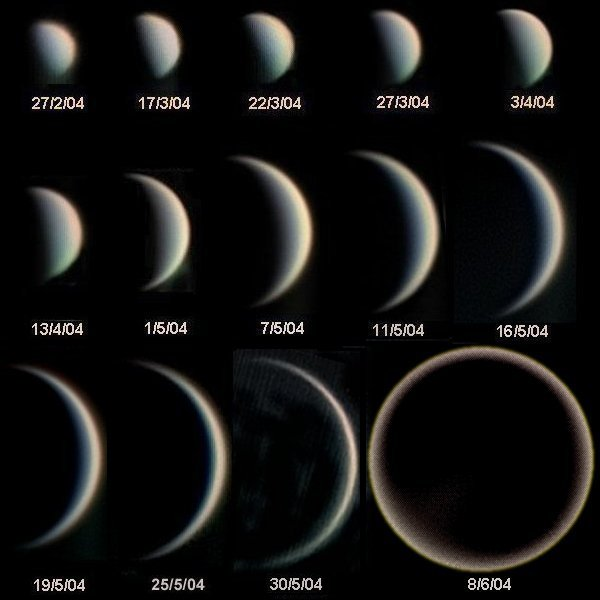
Phases de Vénus et évolution de son diamètre apparent.

Avec une lunette astronomique, il est également possible de suivre les phases de Vénus et l'évolution de son diamètre apparent au fil des mois. Mars apparaît comme un disque orangé, mais souvent sans le moindre détail. On peut toutefois suivre là aussi la variation de son diamètre apparent tout au long de l'année. Dans une bonne configuration entre Mars et la Terre, lorsque la planète rouge est au plus près, il est possible de distinguer sa calotte polaire.
La planète la plus lointaine que l'on puisse étudier à la lunette est Saturne. Si les conditions d'observation sont bonnes, elle dévoile le très beau spectacle de ses anneaux. On peut suivre l'évolution de leur aspect. En 2002, ils ont été vus de face et seront de profil en 2010. Ils seront alors totalement invisible et il faudra attendre deux ou trois ans avant de les revoir à travers une lunette. Entre-temps, leur aspect change d'année en année. Avec de l'expérience il est possible aussi de distinguer le satellite Titan.
La lunette est un instrument parfaitement approprié à l'étude du Soleil, mais il faut impérativement se servir de filtres spéciaux pour éviter toute brûlure de la rétine. Lorsque ces précautions ont été prises, le Soleil dévoile nettement ses tâches que l'on peut voir évoluer jour après jour et se déplacer du fait de sa rotation. Il est également possible d'observer plus distinctement qu'avec des jumelles certaines nébuleuses (M42) ou amas globulaires (M13). Enfin, n'oublions pas la Lune, sur laquelle une multitude de détails s'offrent à vous : cratères, montagnes, etc. Comme avec des jumelles, c'est l'observation au niveau du terminateur qui révèle le plus de détails, notamment les reliefs de la Lune.

### Choix de la lunette
L'inconvénient des lunettes est le problème de l'aberration chromatique : lorsque l'on observe une planète par exemple, un côté du disque sera rouge alors que l'autre sera bleu. Ce problème très handicapant peut être complètement résolu avec un objectif constitué de trois lentilles (un triplet), mais le système est onéreux. Les lunettes de ce type sont beaucoup moins encombrantes car la longueur du tube, pour une même focale, est réduite. Il est par ailleurs difficile de construire des lunettes de plus de 150 mm d'ouverture. Rajoutons encore qu'une lunette coûte très cher par rapport à un télescope : on trouve des lunettes de 60 mm de diamètre à un prix raisonnable, mais à partir de 110 mm leur valeur atteint le triple de celle de leur équivalent à miroir.
Par contre, une lunette peut aisément se transporter car elle ne se dérègle pas facilement (l'objectif est stable), ce qui est un avantage certain. Par ailleurs, dans une lunette, l'objectif n'est pas en partie obstrué par le miroir secondaire que l'on trouve dans les télescopes, ce qui améliore la qualité de l'image, toute la superficie de l'objectif étant utilisée pour collecter la lumière. Le meilleur choix (mais aussi le plus onéreux) est la lunette apochromatique qui corrige toutes les aberrations (chromatique et sphérique).

### Conseils d'utilisation
- Soleil : Son observation, encore plus qu'avec des jumelles (voir plus haut), doit s'accompagner des plus strictes mesures de sécurité. La brûlure de la rétine est indolore, mais elle est irréversible. Il est donc nécessaire d'utiliser des filtres dont existe deux types : le filtre SUN, se montant à l'arrière sur l'oculaire, souvent vendu avec la lunette. Son utilisation seule n'est pas adaptée car il est soumis à de fortes températures qui le font rapidement éclater. Son utilisation doit être combinée avec un hélioscope de Herschel qui est composé d'un prisme qui détourne 99,9 % de la lumière collectée. La lumière pour l'observation est ensuite filtrée par un filtre "sun". Cet accessoire n'est généralement en vente que dans les boutiques spécialisées. Le deuxième modèle, lui, se place à l'avant, sur l'objectif, et réduit le flux lumineux avant son entrée dans l'instrument. Plus onéreux, lorsque c'est un filtre sur support en verre, c'est la solution la plus sûre, à condition d'utiliser le filtre adéquat. Il existe deux niveaux de transmission : un niveau pour l'observation visuelle très filtrant (1/100 000) le filtre porte une marque blanche en liseré . Un deuxième niveau (1/10 000) de transmission de lumière n'est utilisable que pour photographier le Soleil. Ce filtre doit porter un liseré rouge. Cette solution a en sa faveur un double avantage : disposé hors du système optique, donc à température ambiante, il n'y a aucun risque qu'il se brise du fait de la chaleur. D'autre part, placé devant la lunette, avant que ne se forme l'image, ses défauts influeront moins sur la qualité de celle-ci que le premier type de filtre installé sur l'oculaire juste avant l'œil. Il existe une solution bien moins onéreuse avec des filtres souples, vendus sous forme de feuille au format A4. Un support en carton ou autre matériau doit assurer sa présence sur l'avant de la lunette de façon sécurisée.

Dans tous les cas, vérifier soigneusement le montage avant de débuter l'observation du Soleil. Il n'est jamais ridicule de placer quelques instants une feuille de papier derrière l'oculaire afin de confirmer que tout est en ordre et que la luminosité n'est pas trop forte : votre vue n'a pas de prix. Enfin, n'oubliez pas de boucher l'avant de la petite lunette de visée.
Observation par projection : un écran placé derrière l’oculaire reçoit l'image du soleil. (distance entre l'écran et l'oculaire de 20 à 30 cm). En utilisant une projection perpendiculaire, avec un renvoi coudé à 90°, on évite la présence d'un cache pour se protéger de la lumière directe du soleil. Un simple petit rebord sur l'écran garde alors l'image à l'ombre.

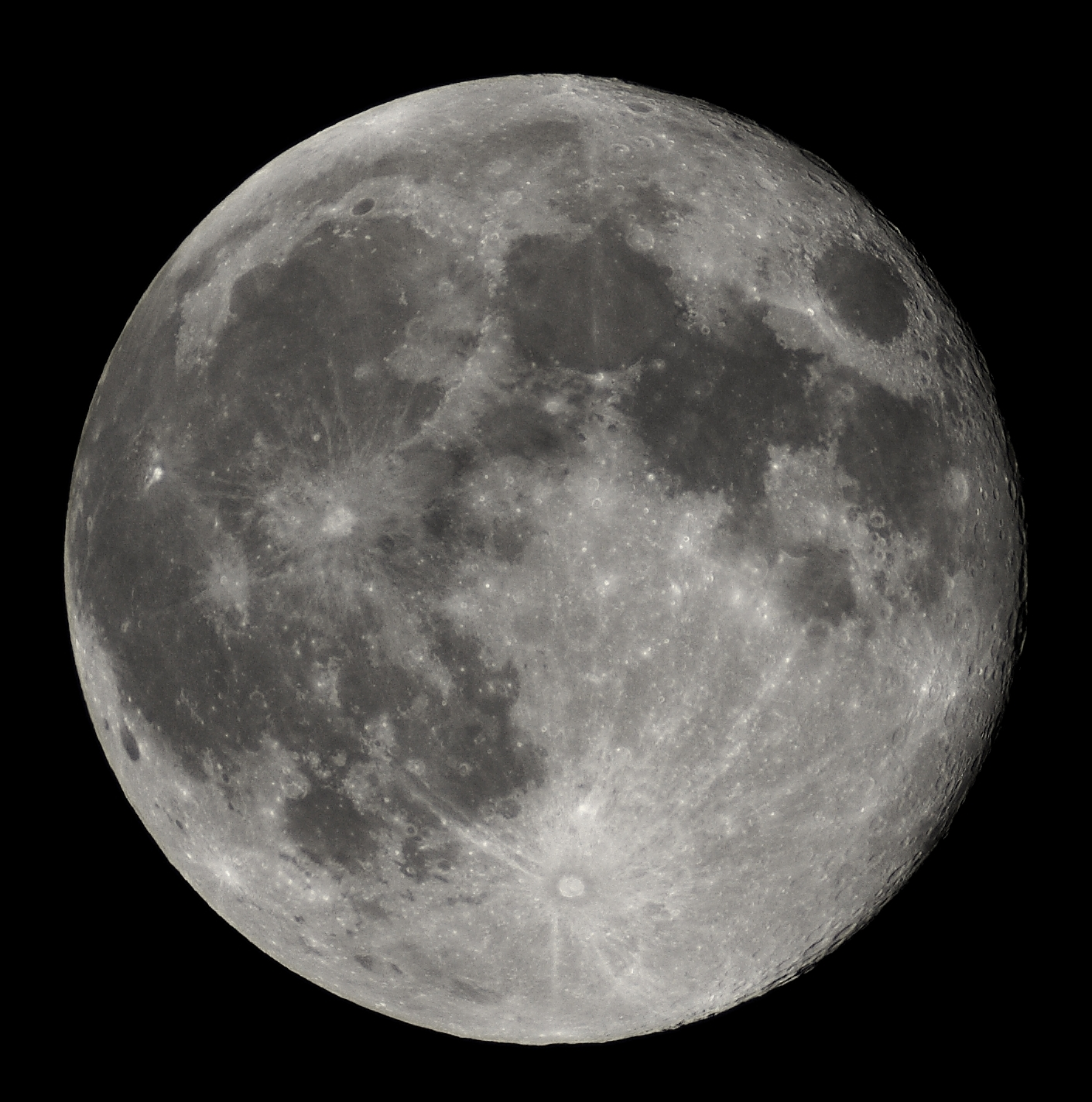
pleine Lune.

- Lune : Sa phase pleine, qui peut paraître spectaculaire, présente en fait peu d'intérêt. En effet, ayant depuis la Terre une ligne de vision parallèle aux rayons solaires, on ne distingue plus d'ombres sur sa surface qui permettent d'en voir les détails. Ainsi, préférer les périodes avant ou après ce stade et concentrer l'observation sur la zone à la limite de la partie éclairée et celle à l'ombre, là où les rayons rasent sa surface et donnent la meilleure lecture des accidents du terrain.

À noter qu'il existe aussi des filtres que l'on place sur l'oculaire lors de l'observation de la Lune afin de ne pas être ébloui par la très forte clarté de l'astre lors de sa phase pleine. Au contraire du Soleil, il n'y a pas dans ce cas de danger en cas d'oubli du filtre. Son utilisation est cependant recommandée car elle filtre les UV reflétés par la surface de la Lune. Les filtres MOON ne doivent pas être utilisés pour l'observation du Soleil.

## L'observation avec un télescope
Un télescope n'est pas constitué de lentilles mais de miroirs. Ces derniers étant moins onéreux à fabriquer, on peut, pour le prix d'une lunette, acquérir un instrument au diamètre plus important qui donne accès à l'espace profond. Néanmoins, pour profiter de la puissance d'un télescope, il est nécessaire de disposer d'un bon site d'observation à l'abri des lumières de la ville, sans quoi l'utilisation d'une bonne lunette est préférable.

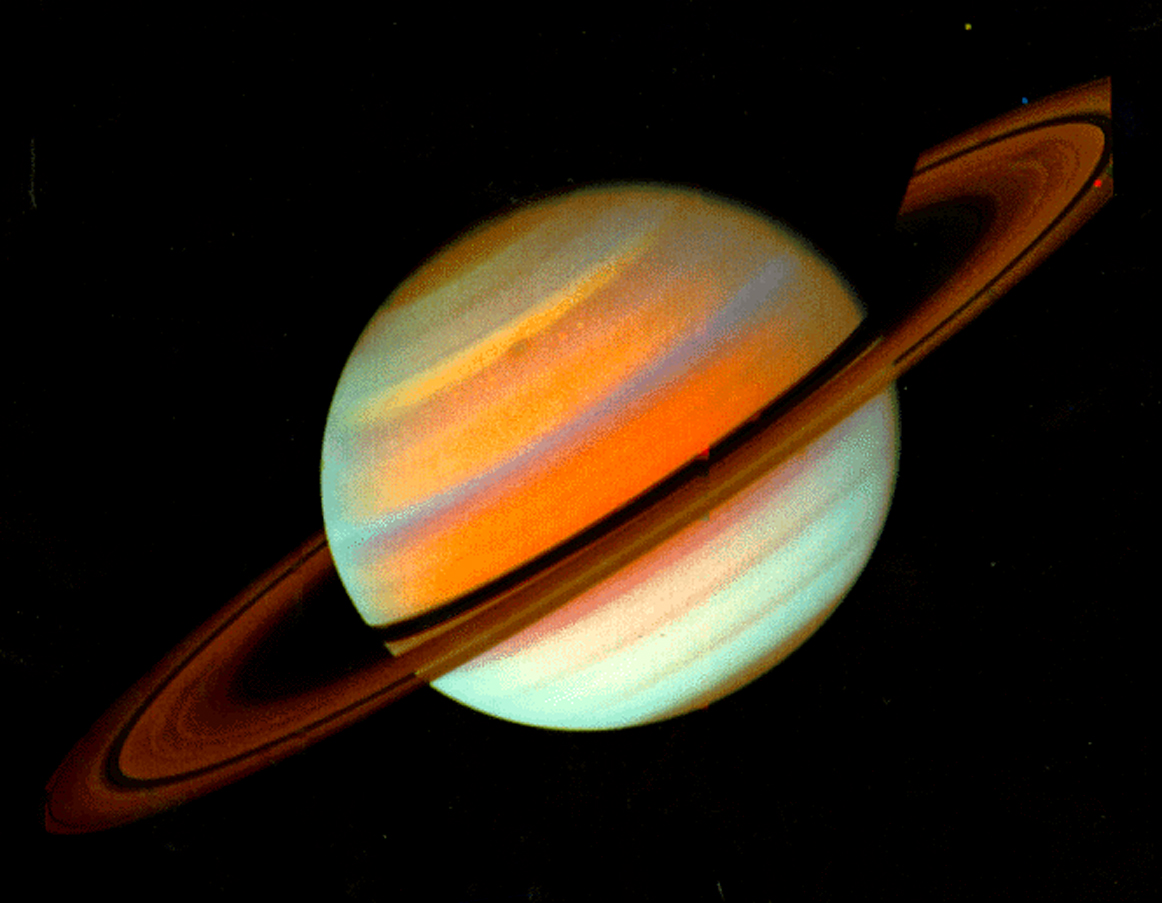
La division de Cassini dans les anneaux de Saturne.

Avec un télescope de 150 mm d'ouverture l'observateur se réjouira de pouvoir distinguer les bras spiraux de certaines galaxies et des détails dans de nombreux amas stellaires ou nébuleuses. Avec un tel instrument, la plupart des objets du catalogue Messier peuvent être appréciés avec de nombreux détails. Ces instruments sont aussi très intéressants lorsqu'ils sont utilisés pour l'observation des planètes dont ils révèlent, grâce à leur meilleur pouvoir de résolution, une multitude de détails comme la grande tache rouge de Jupiter, visible avec un télescope de 200 mm ou encore la division de Cassini dans les anneaux de Saturne. Il devient possible de suivre les changements d'aspect des principales planètes du Système solaire au fil des mois, et les cratères de la Lune apparaissent avec tous leurs détails sur le terminateur.
Un télescope suffisamment puissant (300 mm) ouvre la voie à la chasse aux comètes, le graal des astronomes amateurs. Tous rêvent d'être les premiers à découvrir un nouvel astre auquel, par ailleurs, ils donneront leur nom. Les chasseurs de comètes constituent un monde un peu à part dans l'astronomie amateur. Outre un matériel coûteux, la recherche de comète requiert une grande rigueur, elle est fastidieuse car elle exige de mener des observations systématiques, mais certains amateurs comptent près d'une dizaine de ces astres sur leur tableau de chasse.
Quel que soit le type d'observation mené, c'est en se lançant dans l'astrophotographie qu'on tire le meilleur parti de son instrument. En allongeant le temps de pose, la luminosité et les contrastes de l'image permettent de révéler les détails les plus fins. La meilleure solution, dorénavant à la portée de tout le monde, est l'utilisation d'un capteur CCD connecté à un ordinateur. On retrouve ces capteurs dans tous les appareils électroniques ayant des capacités de prise de vue (webcam, appareils photo numériques, téléphones portables, etc.). Les capteurs présents dans ces appareils peuvent être utilisés en astrophotographie CCD, mais les meilleures images sont obtenues avec des capteurs monochromatiques. Dans tous les cas, un peu de bricolage est nécessaire. Dans tous les cas, l'amateur d'astronomie qui veut devenir astronome amateur doit s'initier aux principes fondamentaux de l'optique pour pouvoir réaliser ses propres bricolages car les instruments de série en vente dans le commerce n'ont jamais des performances optimales.

### Types de télescopes
Il existe deux principaux types de télescopes : le Newton et le Schmidt-Cassegrain.

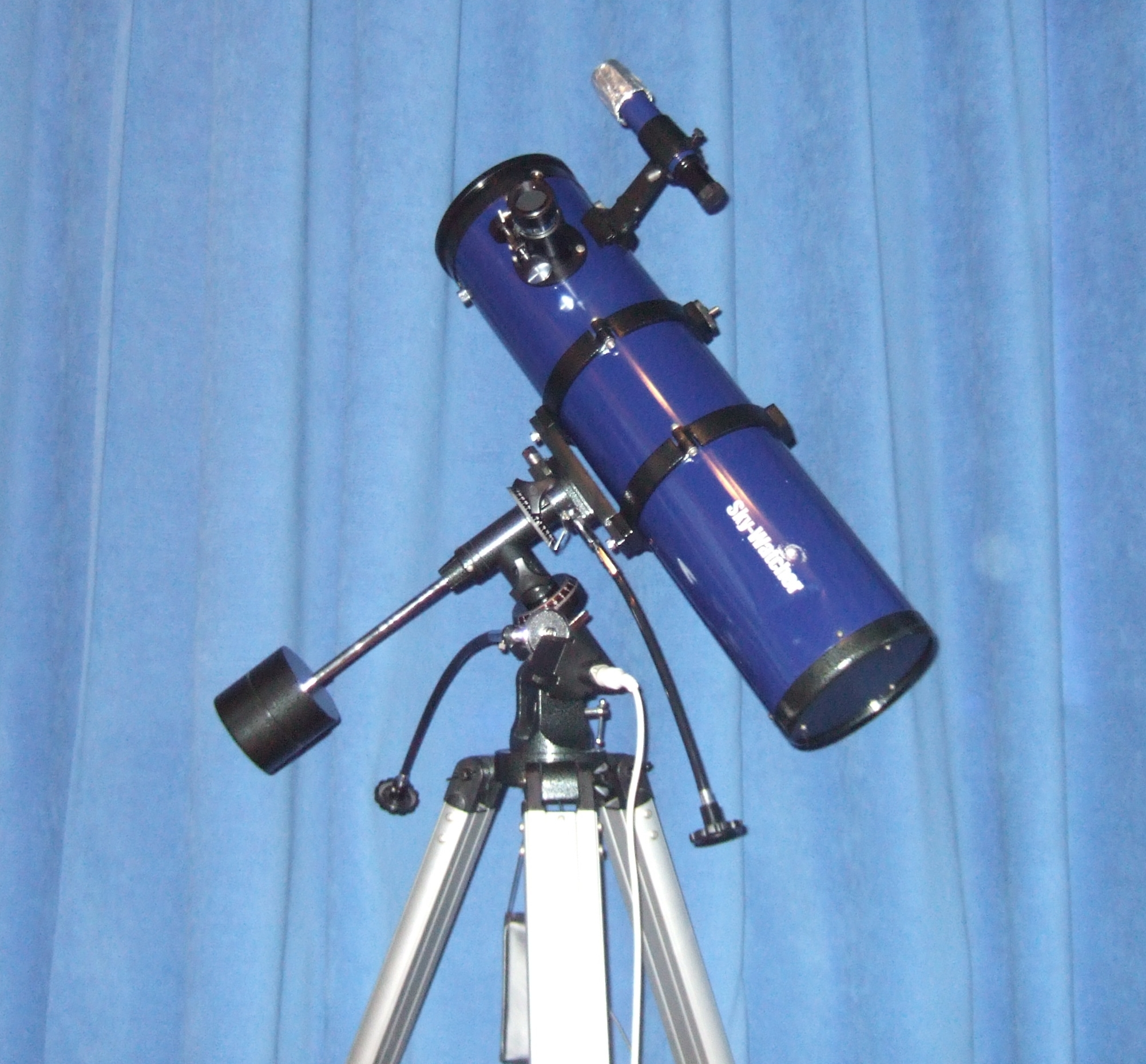
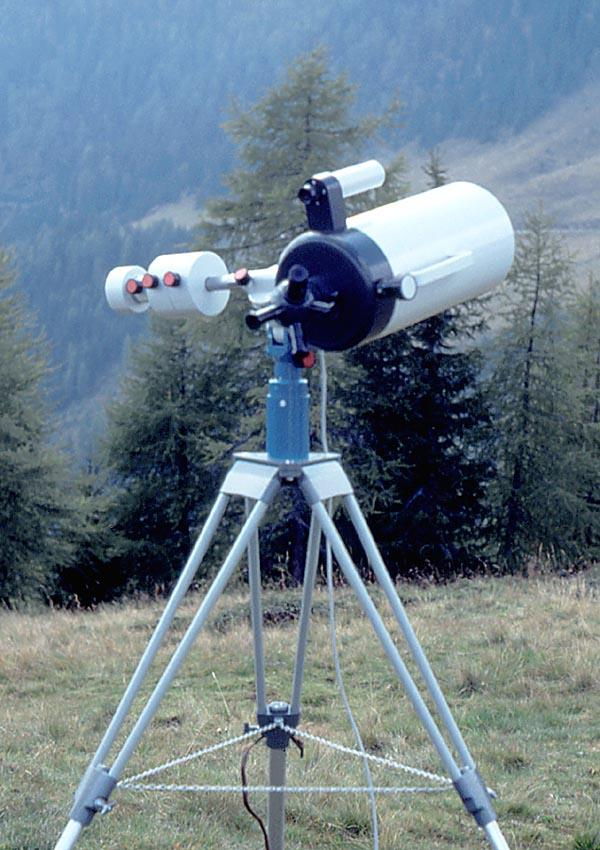

Le premier est caractérisé par un tube assez long, un peu inférieur à sa longueur focale et se compose d'un miroir principal parabolique au fond associé à un miroir secondaire plat près de l'ouverture, orienté à 45°, qui renvoie les rayons lumineux vers l'extérieur à travers l'oculaire. L'observation se fait donc par le côté du tube qui est ouvert et laissera les poussières entrer et se déposer sur le miroir. Son autre inconvénient est que la température à l'intérieur du tube étant légèrement supérieure à celle du milieu ambiant (au moins en début de nuit), l'air plus chaud, en s'échappant, provoquera des turbulences qui nuiront à la qualité de l'image.
Le deuxième type, le Schmidt-Cassegrain, tout comme sa variante Maksutov-Cassegrain, se caractérise par son tube très court et l'emplacement de l'oculaire à l'arrière. En effet, la lumière, après avoir traversé une lame correctrice (ou une lentille dans le cas du Maksutov) en verre à l'entrée du tube (qui est donc fermé), frappe le miroir principal concave et sphérique puis est réfléchie vers un petit miroir convexe fixé sur la lame correctrice avant d'être renvoyée vers l'arrière au travers du miroir principal par un trou en son centre. Ce double parcours dans le tube fait donc que celui-ci voit sa longueur sensiblement divisée par deux par rapport à celle de la focale.
Le grand avantage du télescope sur la lunette est son coût de fabrication, ce qui permet d'acquérir pour une somme raisonnable un instrument de plus grand diamètre, gage d'une grande luminosité nécessaire lors de l'observation des objets lointains et faiblement lumineux. Par ailleurs, l'aberration chromatique n'existe pas avec ce type d'instrument, mais le miroir secondaire occulte en partie l'objectif, ce qui est un inconvénient (perte de luminosité de l'ordre de 5 à 10 %).
Un télescope, au contraire d'une lunette, demande un entretien : le miroir primaire a un certain degré de liberté dans le tube et peut dans certains cas (choc par exemple) se dérégler, nécessitant ainsi un réalignement qu'on effectue soi-même. Ce même miroir étant revêtu d'une très fine couche d'aluminium, celle-ci se dégrade au contact de l'air et a une durée de vie de 8 à 10 ans. Des entreprises spécialisées s'occupent de cette opération.